# Vrh Planje
Vrh Planje – szczyt górski o wysokości 1971 m n.p.m. w Alpach Julijskich w Słowenii. Znajduje się w paśmie górskim Spodnje bohinjske, pomiędzy szczytem Mahavšček, a Tolminskim Kukiem.

## Dostęp
Wymieniona jest większość znakowanych szlaków turystycznych:
- Koča pri Savici – Vrh Planje (przez siodło Planja) 5 h 30 min
- Koča pri Savici – Vrh Planje (przez Kser) 5 h 30 min
- Planina Polog – Vrh Planje (przez dolinę Dobrenjščica) 5 h 30 min